# 烏涅恰
52°51′N 32°41′E / 52.850°N 32.683°E
烏涅恰（俄语：Унеча）是俄羅斯布良斯克州西部的一個城市，位於烏涅恰河畔，距布良斯克西南140公里。2002年人口29,039人。
1887年建立，1940年設市。